# Sophia von Nassau

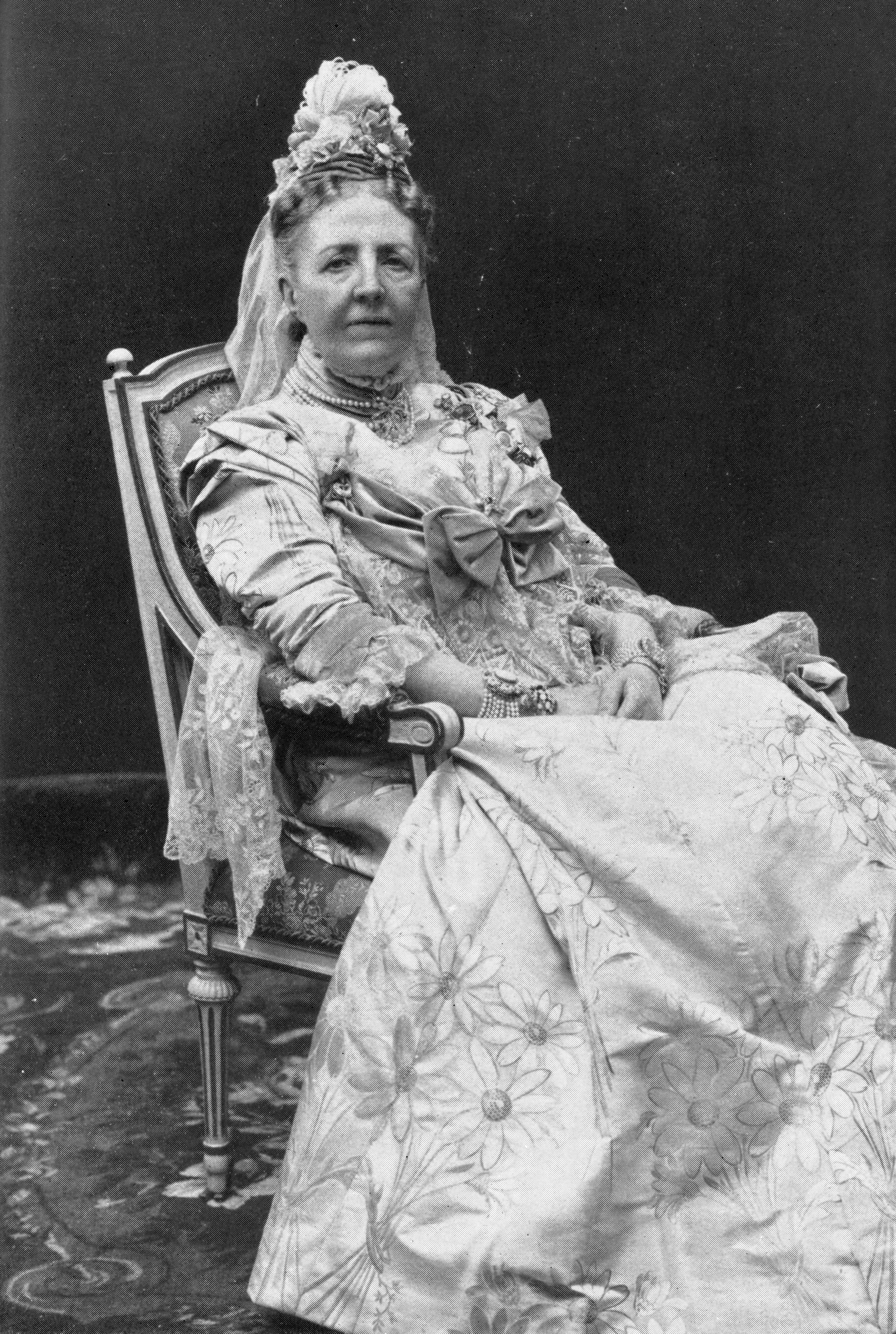
Königin Sophia von Schweden (um 1900)

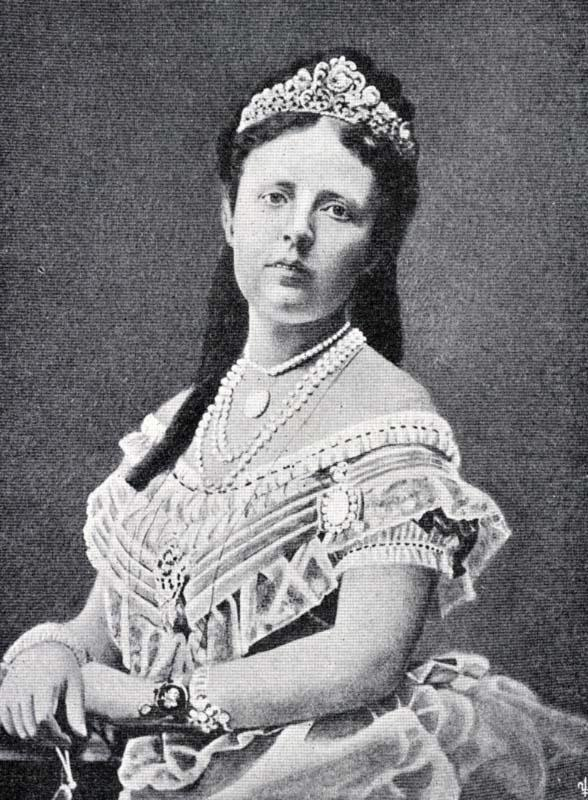
Sophia um 1872

Sophia Wilhelmine Marianne Henriette von Nassau (* 9. Juli 1836 im Schloss Biebrich, Biebrich; † 30. Dezember 1913 im Stockholmer Schloss, Stockholm) war die Tochter von Herzog Wilhelm I. von Nassau. Durch ihre Heirat am 6. Juni 1857 mit dem späteren König Oskar II. von Schweden wurde sie ab dem 12. Mai 1873 Königin von Schweden und Königin von Norwegen.

## Leben
Sophia von Nassau kam als jüngstes von zwölf Nachkommen von Herzog Wilhelm I von Nassau in Schloss Biebrich bei Wiesbaden zur Welt. Ihre Mutter war Pauline von Württemberg (* 25. Februar 1810; † 7. Juli 1856), Tochter von Prinz Paul von Württemberg, mit der Herzog Wilhelm I. von Nassau seit dem 23. April 1829 verheiratet war. Als Sophia gerade drei Jahre alt war, starb ihr Vater während der Kur in Bad Kissingen an einem Schlaganfall. Ihr 19 Jahre älterer Halbbruder Adolf, der spätere Großherzog von Luxemburg, wurde Herzog von Nassau.

## Ehe und Nachkommen
Auf Schloss Biebrich heiratete Sophia am 6. Juni 1857 Prinz Oskar von Schweden, drittältesten Sohn des schwedischen Königs Oskar I. und dessen Ehefrau Joséphine de Beauharnais, Herzogin von Leuchtenberg. 
Aus der Ehe gingen vier Söhne hervor: 
- Gustav (* 16. Juni 1858; † 29. Oktober 1950); Herzog von Värmland, als Gustav V. König von Schweden ⚭ Viktoria von Baden
- Oskar Karl August (* 15. November 1859; † 4. Oktober 1953); Prinz von Schweden und Norwegen, Herzog von Gotland; nach dem Austritt aus dem Königshaus im Jahre 1888, Prinz Bernadotte (schwedischer Titel, nur auf Lebenszeit), von 1892 auch mit dem luxemburgischen agnatischen Titel Graf von Wisborg ⚭ Ebba Munck af Fulkila
- Oskar Carl Wilhelm (* 27. Februar 1861; † 24. Oktober 1951); Herzog von Västergötland ⚭ Ingeborg von Dänemark
- Eugen Napoleon Nikolaus (* 1. August 1865; † 17. August 1947); Herzog von Närke

## Würdigung
In Bad Honnef, in dem das schwedische Königspaar eine Sommerresidenz besaß und kurte, erinnert heute eine „Königin-Sophie-Straße“ an Sophia von Nassau.